# Paranguina agropyri
Paranguina agropyri är en rundmaskart. Paranguina agropyri ingår i släktet Paranguina och familjen Tylenchidae. Inga underarter finns listade i Catalogue of Life.